# Gaston Lelarge
Gaston Eugène Lelarge est un architecte et écrivain français né à Bouray-sur-Juine le 12 octobre 1861 et mort à Carthagène des Indes, en Colombie, en 1934.
Arrivé en Colombie en 1890, il est l'auteur de nombreux et importants bâtiments de Bogota comme l'Hôtel de ville (appelé le Palais Liévano), le Capitole national bordant la Plaza de Bolívar, la Casa de Nariño (résidence officielle du Président), le Palais de San Francisco (ancien bâtiment du Gouvernement de Cundinamarca) et le Palais Echeverri (actuel Ministère de Gouvernement).
Il fut aussi architecte en chef du Ministère des Travaux Publics de la Colombie de 1911 à 1919.